# Neritos nigricollum
Neritos nigricollum là một loài bướm đêm thuộc phân họ Arctiinae, họ Erebidae.